# 布鲁塞尔自由大学 (荷兰语)
布鲁塞尔自由大学（荷蘭語：Vrije Universiteit Brussel，荷蘭語發音：[ˈvrɛiə ʔynivɛrsiˈtɛid ˈbrʏsəl] ⓘ，缩写为VUB）位于比利時布鲁塞尔首都大区，是以荷兰语和英语教学为主的大学，1970年从原布鲁塞尔自由大学分离而来。该校有19,245名学生。

## 学院
荷兰语布鲁塞尔自由大学下辖艺术与哲学学院，法律与犯罪学学院，经济、社会、政治科学学院及索尔韦商学院，心理学及教育科学学院，科学与生物工程学院，医学与药物学院，工程学院，体育及物理疗法学院，师范系等学术单位。荷语布鲁塞尔自由大学提供本科、硕士（初级硕士和高级硕士）及博士层次的高等教育，其专业门类繁多，比如计算机科学，犯罪学，通讯科学，化学，商业工程，生物医学，地理学，传播学，教育学，物理学，数学，安全工程，分子生物学，人文区位学，社会学，公共管理，经济学，法学，心理学，成人教育学，历史学，艺术科学与考古学，欧洲城市学，核工程等等。

## 教学
VUB提供大量课程项目，包括法学、经济、社会科学、管理学、心理学、物理学、生命科学、医学、要学、工程和体育等。大约有17000多名学生注册了128个教学项目（educational programmes）。所有项目都以荷兰语教学授，其中34个本科和硕士也以全英语教学，所有博士项目均可用英文进行。学校提供四种类型的学位：学士（Bachelor's）、硕士（master's; initial mster's）、高级硕士（master after master's; advanced master's）和博士（doctoral degrees）学位。
学年（academic year）一般分为两学期，每一个学期有13周的课程教学。第一学期是九月至一月；第二学期是二月至六月。学生通常在一月和六月参加考试。包括圣诞节和复活节假期（各自两周，用于考前复习）在内，学生在两个学期之间的时间和暑假（七月到九月中旬）都不需要来学校上课。

## 外部連結
- 官网 （页面存档备份，存于）

50°49′19″N 4°23′36″E / 50.82186°N 4.39338°E